# Maurici Guillem de Saxònia-Zeitz
Maurici Guillem de Saxònia-Zeitz. (en alemany Moritz Wilhelm von Sachsen-Zeitz) va néixer a Moritzburg (Alemanya) el 12 de març de 1664 i va morir a Weida el 15 de novembre de 1718. Era el fill gran del duc Maurici de Saxònia-Zeitz (1619-1681) i de la seva segona dona Maria Dorotea de Saxònia-Weimar (1641-1675).
El 4 de desembre de 1681 va succeir el seu pare com a duc de Saxònia-Zeitz, donat que els dos fills que aquest havia tingut amb la seva primera dona van morir molt joves. Inicialment de religió calvinista, el 1717 va convertir-se al luteranisme, i va traslladar la seu del seu govern a Weida. Més tard, va fixar la seva residència a Osterburg.
Va morir a Weida sense descendència masculina. I donat que els possibles hereus, el seu germà  Cristià August i el seu cosí Maurici Adolf duc de Saxònia-Merseburg-Pegau-Neustadt, havien estat ordenats sacerdots, el domini de Zeitz va ser fusionat a l'Electorat de Saxònia.

## Matrimoni i fills
El 25 de juny de 1689 es va casar a Potsdam amb la princesa Maria Amàlia de Brandenburg-Schwedt (1670-1737), filla de l'Elector de Brandenburg Frederic Guillem (1620-1688) i de Sofia Dorotea de Schleswig-Holstein-Sonderburg-Glücksburg (1636-1689). El matrimoni va tenir cinc fills: 
- Frederic Guillem (1690-1690)
- Dorotea (1691-1743), casada amb Guillem VIII de Hessen-Kassel (1682-1760).
- Carolina Amàlia (1693-1694)
- Sofia Carlota (1695-1696)
- Frederic August (1700-1710)